# Hydrocolloïde
 (février 2024).
Si vous disposez d'ouvrages ou d'articles de référence ou si vous connaissez des sites web de qualité traitant du thème abordé ici, merci de compléter l'article en donnant les références utiles à sa vérifiabilité et en les liant à la section « Notes et références ».
Le terme hydrocolloïdes est trompeur, parce que les colloïdes sont des systèmes dispersés, tandis qu'une certaine communauté[Qui ?] désigne par "hydrocolloïde" des agents de texture qui sont en réalité des polymères. Ils apportent à des produits alimentaires leur structure (consistance), qui se traduit sur le plan sensoriel par sa texture. Ces hydrocolloïdes sont des macromolécules hydrosolubles qui, en solution aqueuse, réduisent la mobilité de l’eau et déterminent ainsi le comportement rhéologique du produit. 

## Origine
On peut obtenir des hydrocolloïdes grâce à une extraction des constituants des végétaux (ex. : les pectines), une fermentation de bactéries (ex. : le xanthane) ou des modifications chimiques de macromolécules naturelles (ex. : dérivés de cellulose).
Les texturants se trouvent essentiellement dans deux familles de polymères :
- Les protéines. Macromolécules composées d’enchaînements d’acides aminés, elles peuvent être d’origine végétale ou animale (ex. : la gélatine).

- Les polysaccharides. Macromolécules constituées d’enchaînements de sucres monomères, on les différencie selon : 	
  - les monomères qui les constituent,
  - le nombre et la nature des substituants des fonctions alcool (groupements carboxyliques, esters, sulfates…),
  - le type de liaisons qui donne une chaîne linéaire ou ramifiée.

## Propriétés fonctionnelles
Dans les aliments, les hydrocolloïdes apportent de la valeur ajoutée : on peut obtenir une modification des qualités organoleptiques d’un produit même à faible dose. Ils sont utilisés pour obtenir des produits visqueux à gélifiés. Ces variations de texture dépendent de la forme que vont adopter les macromolécules en solution, de leur rigidité et de leur possibilité de s’associer entre elles ou avec d’autres molécules du milieu.
- Épaississement

Par leur taille, les molécules « encombrent » le milieu : elles s’enchevêtrent et gênent la mobilité de l’eau. La viscosité obtenue diffère selon la concentration du texturant et son poids moléculaire.
La rigidité des macromolécules permet de classer les comportements rhéologiques en trois catégories :
- - Comportement newtonien : La solution est faiblement visqueuse et cette viscosité est constante quelle que soit la vitesse de cisaillement. Les macromolécules sont ramifiées ou globulaires et occupent un volume assez faible.
  - Comportement rhéofluidifiant : La solution est visqueuse et cette viscosité diminue lorsque la vitesse de cisaillement augmente. Les macromolécules sont déployées et déformables. La plupart des hydrocolloïdes adoptent ce comportement.
  - Comportement rhéofluidifiant à seuil d’écoulement : La solution est stable tant qu’on ne lui applique pas une certaine contrainte de cisaillement qui correspond au seuil d’écoulement. Au-delà de ce seuil, elle observe un comportement rhéofluidifiant.

- Gélification

Les macromolécules se lient entre elles pour former un réseau tridimensionnel. Les forces de liaison créées déterminent les caractéristiques du gel (rigidité, réversibilité).
Les zones de jonction sont le résultat d’un assemblage de portions régulières des macromolécules sous forme de spires ou de rubans plissés. Les portions irrégulières interrompent ces zones de jonction et permettent ainsi la formation d’une structure tridimensionnelle.
Le gel peut se former lorsque les forces d’agitation mécanique ou thermique sont inférieures aux forces de liaison. Une fois formé, le gel peut être détruit si les forces d’agitation deviennent supérieures aux forces de liaison. Un gel détruit peut se reformer par action thermique (gel thermoréversible) ou mécanique (gel thixotrope), mais il existe des gels thermo-irréversibles qui ne se reformeront jamais.

## Mise en œuvre despolysaccharides
Pour bénéficier de leurs fonctionnalités, il faut respecter certaines étapes :
1. Dispersion de la poudre : afin d’éviter la formation de grumeaux, il faut séparer les grains en mélangeant par exemple la pectine à d’autres ingrédients en poudre de la recette (ex. : le sucre) alors appelés agents dispersants.
2. Dissolution : chaque grain gonfle et se gorge d’eau. Les macromolécules s’hydratent et s’individualisent. Pour les pectines, un traitement thermique est nécessaire.
3. Structuration : les macromolécules peuvent ensuite structurer le milieu par épaississement ou par gélification.

## Applications
Les pansements à base d'hydrocolloïdes constituent un des moyens de traitement des plaies exsudatives.